# أندرو باركر (واثب حواجز)
أندرو باركر (بالإنجليزية: Andrew Parker)‏ هو واثب حواجز ‏ جامايكي، ولد في 11 يناير 1965.

## وصلات خارجية
- أندرو باركر على موقع الاتحاد الدولي لألعاب القوى (الإنجليزية)
- أندرو باركر على موقع أوليمبيديا (الإنجليزية)